# 남상태
남상태(1950년 경상북도 대구 ~ )는 대한민국의 기업인이다. 
연세대학교 경제학과를 졸업하였다. 1979년 대우중공업에 입사하였으며, 2006년 3월부터 2012년 3월까지 대우조선해양의 사장으로 재임하였다. 연임을 위한 정치권 로비의혹이 제기되었다.